# Libnotes invicta
Libnotes invicta là một loài ruồi trong họ Limoniidae. Chúng phân bố ở miền Australasia.